# Monika Meister
Monika Meister (* 1949 in Innsbruck) ist eine österreichische Theaterwissenschaftlerin am Wiener Institut für Theater-, Film- und Medienwissenschaft. Sie forscht und lehrt zur Geschichte, Theorie und Ästhetik des Theaters.

## Leben
Monika Meister absolvierte ein Studium der Theaterwissenschaft, Ethnologie und Philosophie an der Wiener Universität, wo sie 1979 mit der Dissertation Der Theaterbegriff Robert Musils: ein Beitrag zur ästhetischen Theorie des Theater promoviert wurde. Anschließend erhielt sie einen Assistenzvertrag am Institut für Theaterwissenschaft. Ihre Habilitationsschrift (Wien 1991) trägt den Titel Purgatorium – Katharsis – Subversion. Zur Geschichte einer Theorie des Theaters im 19. und 20. Jahrhundert.

## Forschung und Lehre
Seit 1992 lehrt Monika Meister am Institut für Theater-, Film- und Medienwissenschaft an der Universität Wien, von 2004 bis 2010 war sie Vorstand des Instituts und ist heute außerordentliche Professorin im Ruhestand (Stand 2017). Sie ist außerdem als Lehrende für Theater- und Literaturgeschichte am Max Reinhardt Seminar tätig. 
Darüber hinaus fungiert sie seit 2013 als stellvertretende Leiterin der Forschungsplattform Elfriede Jelinek: Texte – Kontexte – Rezeption. Diese Forschungsplattform verbindet Wissenschaftler von drei Fakultäten und sieben Instituten der Universität Wien und wurde im Juni 2013 gegründet. Es handelt sich um eine international vernetzte, interdisziplinäre Forschungsstelle zu Elfriede Jelinek.
Monika Meister gehört der Redaktion der Zeitschrift Maske und Kothurn. Internationale Beiträge zur Theater-, Film und Medienwissenschaft an.

## Veröffentlichungen (Auswahl)
- Monika Meister: Theater denken. Ästhetische Strategien in den szenischen Künsten (gesammelte Schriften aus 20 Jahren), Sonderzahl-Verlags-Gesellschaft, Wien 2009, ISBN 978-3-85449-314-3.
- Monika Meister: Theater müsste eine Art Verweigerung sein. Zur Dramaturgie Elfriede Jelineks. In: Françoise Lartillot, Dieter Hornig (Hg.): Jelinek, une re´pe´tition? 2009, S. 55–71.

## Ehrungen
- Klemens Gruber, Rainer M. Köppl (Hrsg.): Für Monika Meister : Texte aus der Wiener Theater-, Film- und Medienwissenschaft. Böhlau, Wien [u. a.] 2015 (= Maske und Kothurn 61 (2015), 3/4), ISBN 978-3-205-20139-7.[6]
- Goldenes Ehrenzeichen für Verdienste um das Land Wien 2022[7]

## Nachweise
1. ↑  ÖNB: Meister Purgatorium Monika (Seite nicht mehr abrufbar, festgestellt im März 2022. Suche in Webarchiven)  Info: Der Link wurde automatisch als defekt markiert. Bitte prüfe den Link gemäß Anleitung und entferne dann diesen Hinweis.
2. ↑  ao. Univ.-Prof.in Dr.in Monika Meister, Max Reinhardt Seminar
3. ↑  Die Mitglieder der Forschungsplattform Elfriede Jelinek
4. ↑  Forschungsplattform Elfriede Jelinek Texte - Kontexte - Rezeption Abgerufen am 28. Mai 2017
5. ↑  degruyter.com: Herausgeber/Redaktion Abgerufen am 28. Mai 2017
6. ↑  Über das Buch, Institut für Theater-, Film- und Medienwissenschaft, Universität Wien (Memento des Originals vom 10. März 2018 im Internet Archive)  Info: Der Archivlink wurde automatisch eingesetzt und noch nicht geprüft. Bitte prüfe Original- und Archivlink gemäß Anleitung und entferne dann diesen Hinweis.
7. ↑  Judith Staudinger: Verleihung des Goldenen Ehrenzeichens an Monika Meister und des Goldenen Verdienstzeichens an Jack Hauser. Rathauskorrespondenz, 23. November 2022, abgerufen am 5. Dezember 2022.

| Personendaten    | Personendaten                            |
| ---------------- | ---------------------------------------- |
| NAME             | Meister, Monika                          |
| KURZBESCHREIBUNG | österreichische Theaterwissenschaftlerin |
| GEBURTSDATUM     | 1949                                     |
| GEBURTSORT       | Innsbruck                                |